# Paulo António Alves
Paulo António Alves   (Luanda, 22 d'octubre de 1969 - Luanda, 17 d'agost de 2021), anomenat Paulão, fou un futbolista angolès de la dècada de 1990.
Fou internacional amb la selecció de futbol d'Angola.
Pel que fa a clubs, destacà a Vitória Setúbal, SL Benfica, Académica i Espinho.